# Stenen Molen (Putte)
De Stenen Molen is een windmolenrestant in de Antwerpse plaats Putte, gelegen nabij Lierbaan 219, hoek Zoetewei `1.
Deze ronde stenen molen van het type beltmolen fungeerde als korenmolen.

## Geschiedenis
De molen werd opgericht in 1844. In 1894 werden de kap en het wiekenkruis verwijderd om de romp 2 meter op te hogen, teneinde meer windvang te bekomen. Deze cilindrische verhoging maakte het mogelijk om dezelfde kap opnieuw te gebruiken.
Op 16 september 1914 werd de molen door de Duitsers in brand gestoken teneinde te verhinderen dat deze als uitkijkpost zou worden gebruikt. Enkel de uitgebrande romp bleef over. Later werd de molenbelt afgegraven om daarmee een vijver te dichten die hoogst waarschijnlijk was ontstaan bij de aanleg van de molenbelt.
Lange tijd is de molenromp als bergplaats gebruikt. Begin 21e eeuw werd de molenromp ingericht als woning.
- Inventaris van het Bouwkundig Erfgoed (Vlaanderen): 3031